# Eduard von Schleich

Eduard von Schleich

Eduard-Maria Joseph Schleich, seit 1918 Ritter von Schleich (* 9. August 1888 in München; † 15. November 1947 in Dießen am Ammersee), war ein deutscher Offizier und Politiker. Im Ersten Weltkrieg war Schleich ein bekannter Jagdflieger. Nach dem Krieg arbeitete Schleich für die Nationalsozialisten beim Aufbau der SS-Fliegerstaffel und als Reichstagsabgeordneter der NSDAP. Im Zweiten Weltkrieg war er Generalleutnant der deutschen Luftwaffe.

## Leben
Schleich wurde in München als Sohn des Malers Eduard Schleich der Jüngere (1853–1893) geboren. Die Familie zog später nach Bad Tölz um, wo Schleich seine Jugend und Schulzeit verbrachte. Schleich war mit Micheline Heusch verheiratet.

## Militärische und politische Laufbahn

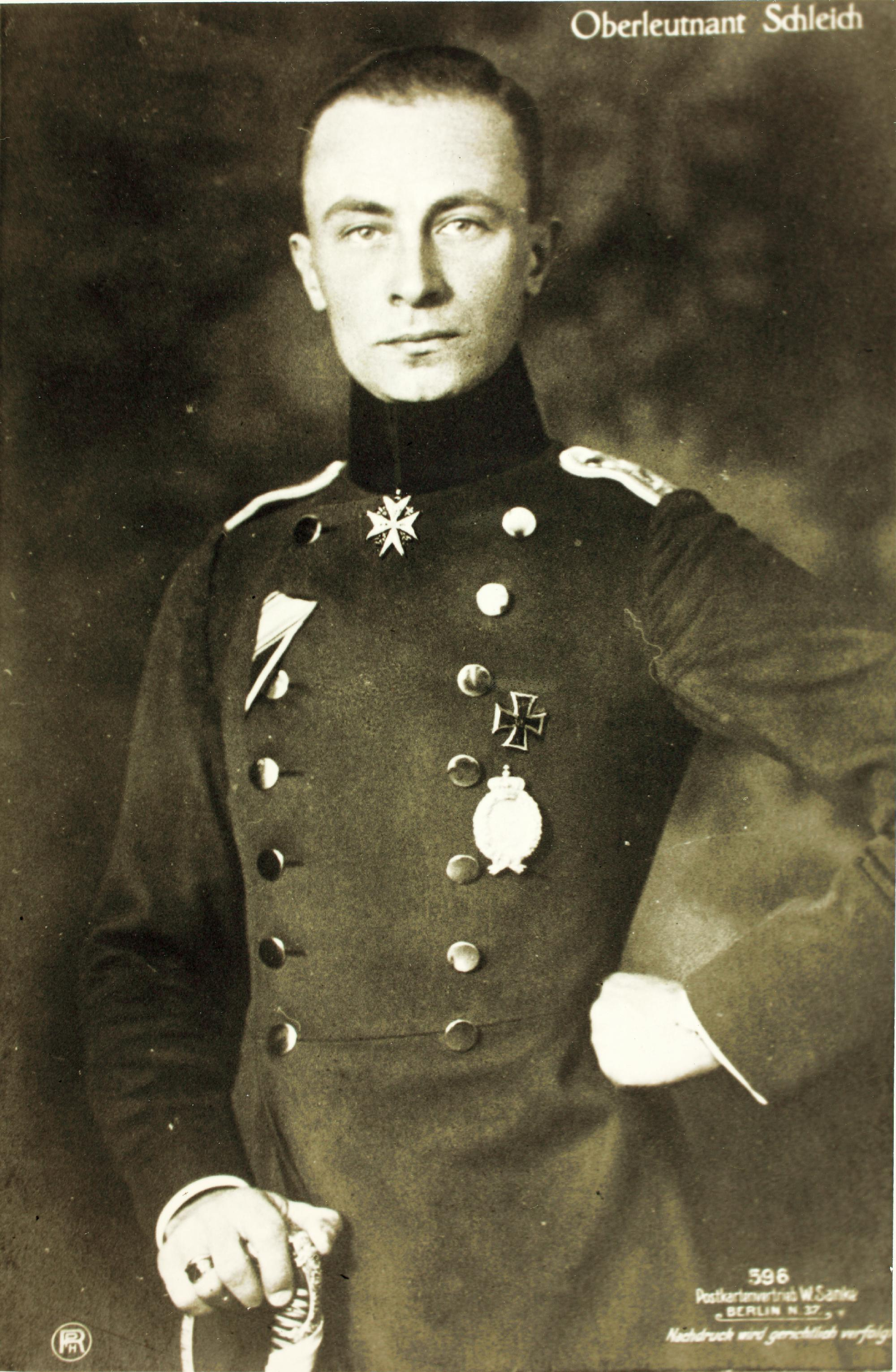
Oberleutnant Schleich

### Vor dem Ersten Weltkrieg
Schleich ging 1908 als Kadett zur bayerischen Armee. Er schloss seine Offiziersausbildung ab und wurde zum Leutnant befördert. Kurz vor Beginn des Ersten Weltkrieges wurde er aufgrund gesundheitlicher Beschwerden aus dem Militärdienst entlassen.

### Erster Weltkrieg

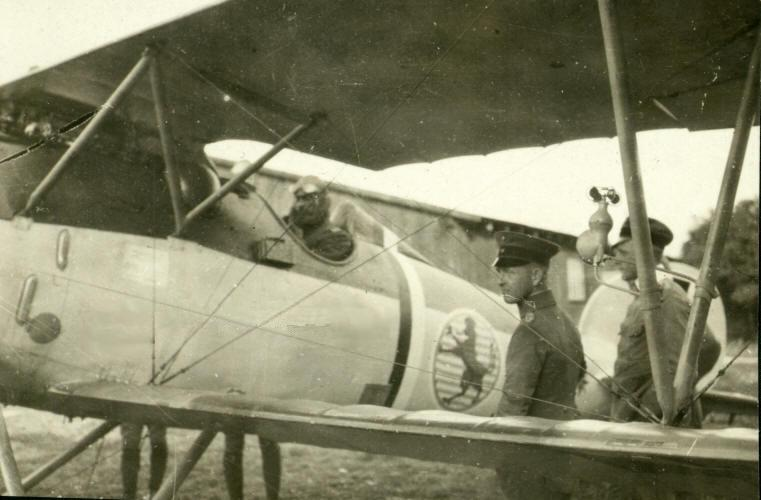
Oberleutnant Eduard Schleich, Führer der Jagdstaffel 21, in seinem Albatros D V a

Zu Beginn des Ersten Weltkrieges war Schleich zunächst als Infanterieoffizier eingesetzt und wurde am 25. August 1914 verwundet. Nach seiner Genesung kam er zur Fliegertruppe, zunächst als Beobachter und bald darauf Pilot. Das zugehörige Flugzeugführer-Abzeichen mit der Nr. 125 erhielt er am 11. September 1915. 1917 avancierte er zum Kommandeur der Jagdstaffel 21, danach der neu aufgestellten bayerischen Jagdstaffel 32, der Jagdgruppe 8 und schließlich, kurz vor Kriegsende, des Jagdgeschwaders 4. Im August 1918 wurde Schleich zum Hauptmann befördert.
Schleich war einer der erfolgreichsten deutschen Jagdflieger im Ersten Weltkrieg, 35 Luftsiege werden ihm zugerechnet. Da er seine Flugzeuge ab 1917 schwarz anstrich, wurde er als „Schwarzer Ritter“ bekannt.
Für seine militärischen Erfolge wurde Schleich mehrfach ausgezeichnet. Er erhielt beide Klassen des Eisernen Kreuzes, am 4. Dezember 1917 den Orden Pour le Mérite und als höchste Tapferkeitsauszeichnung des Königreiches Bayern am 14. Juni 1918 das Ritterkreuz des Militär-Max-Joseph-Ordens. Aufgrund der damit verbundenen Erhebung in den persönlichen Adel durfte er sich ab diesem Zeitpunkt „Ritter von Schleich“ nennen.

### Zwischen den Weltkriegen
Nach Kriegsende gehörte Schleich Abwicklungsstellen der Fliegertruppe unter anderem in Schleißheim an. Die Fliegertruppe war gemäß dem Versailler Friedensvertrag aufzulösen. Zwischen März und Dezember 1921 war er zur Heeres-Friedenskommission abkommandiert, einer deutschen Verbindungsstelle zur Interalliierten Militär-Kontrollkommission. Zum 31. Dezember 1921 wurde er im Rang eines Majors verabschiedet.
Im Zivilleben arbeitete Schleich ab Mai 1924 als Flugleiter bei verschiedenen Fluggesellschaften, zuletzt von April 1927 bis Oktober 1929 bei der kurz zuvor gegründeten Luft Hansa. 1930 war Schleich kurzzeitig Leiter und Fluglehrer einer Flugschule. Im Oktober 1930 übernahm er die Stelle eines Ausbildungsleiters beim Münchner Leichtflugzeug-Club. Sein bekanntester Flugschüler war der deutsche Schauspieler Heinz Rühmann, der von Januar bis März 1931 bei ihm Flugunterricht nahm und die Pilotenlizenz erwarb.
Am 1. April 1931 trat Schleich der SS im Rang eines SS-Sturmbannführers bei. Vom 1. Oktober 1931 bis zum 15. April 1934 führte er die SS-Fliegerstaffel Süd. Der Münchner Leichtflugzeug-Club wurde von Nationalsozialisten gezielt unterwandert, so dass auf die Flugzeuge des Clubs zurückgegriffen werden konnte. Ende 1932 wurde Schleich Präsident des Clubs. 1932 begleitete die SS-Fliegerstaffel-Süd Adolf Hitlers Ju 52 im Reichstagswahlkampf.
Nach der Machtübernahme der NSDAP wurden die Fliegerstaffeln der SA und SS in den Deutschen Luftsportverband (DLV) überführt. Damit endeten die Mitgliedschaften in SA und SS, offenbar zum Bedauern der Betroffenen: Ernst Röhm betonte in einem Befehl vom 15. Mai 1933, dass ihm dieser Entschluss schwergefallen sei: „Dadurch jedoch, daß die Fliegerstürme des D.L.V. sich nur aus SA und SS-Männern ergänzen und daß sie auch weiterhin von Fall zu Fall der SA zu Verfügung gestellt werden sollen, ist die Verbindung zu den SA- und SS-Einheiten gesichert, so daß die Fliegerstürme auch nach ihrem Ausscheiden sich noch als Mitglieder der großen braunen Armee betrachten können […]“. Innerhalb des DLV-Präsidiums war Schleich Fliegerkommandant, zudem führte er die Landesgruppe Thüringen. Besondere Bedeutung hatte seine Funktion als Verbindungsmann zur Reichsjugendführung; der Reichsjugendführer Baldur von Schirach bezeichnete Schleich als Freund. Der Ausbildung von Jugendlichen wurde hohe Bedeutung zu gemessen: Innerhalb der Hitlerjugend entstand die „Flieger-HJ“, in der Jugendliche – je nach Alter – den Bau von Flugzeugmodellen oder Segelflug betrieben. Für Schleich bestand eine Verbindung von Fliegerei und Nationalsozialismus:

„Fliegerei und nationalsozialistische Revolution, untrennbar miteinander verbunden, sind vom gleichen Geist erfüllt: Treue und schlichte Pflichterfüllung, selbstlose Hingabe an ein überragendes Ziel, Dienst am Volk und Vaterland bis zum Einsatz des Letzten, das sind Tugenden, die einen echten Flieger und Nationalsozialisten zieren.“

Im November 1933 ließ sich Schleich für die NSDAP in den Reichstag wählen. Er gehörte ihm während der zweiten Wahlperiode bis zum 28. März 1936 an, bei der alle anderen Parteien bereits ausgeschaltet waren und nur die NSDAP zur Wahl stand. Bei der Reichstagswahl 1936 wurde Schleich kurzfristig von der Einheitsliste gestrichen, vermutlich wegen des zwischenzeitlich erfolgten Eintritts in die Luftwaffe.
Am 1. April 1935 trat Schleich im Rang eines Majors in die neu gegründete Luftwaffe ein. Er war als Ausbilder um die Sturzkampfbomber und deren Besatzungen zuständig. Es liegen widersprüchliche Angaben dazu vor, ob er als Angehöriger der Legion Condor am Spanischen Bürgerkrieg teilgenommen hat.
Schleich wurde am 1. November 1938 als Oberst Kommandeur des Jagdgeschwaders 132 mit Sitz in Köln und Düsseldorf. Am 11. Dezember 1938 erhielt die Einheit zusätzlich den Namen des 1923 hingerichteten, von den Nationalsozialisten propagandistisch verwendeten Freikorpskämpfers Schlageter. Nach Umformierungen der Luftwaffe wurde die Nummer am 1. Mai 1939 in Jagdgeschwader 26 geändert.

### Zweiter Weltkrieg
Das Jagdgeschwader 26 unter Schleichs Leitung nahm zu Beginn des Zweiten Weltkrieges ab 1. September 1939 am Überfall auf Polen teil. Ende des Monats wurde es an die Westfront verlegt, wo es zu diesem Zeitpunkt nur wenige Kampfhandlungen gab.
Bereits im Dezember 1939 wurde Schleich aus der Kampfeinheit abgezogen und zum Generalmajor befördert, zu einer neu gegründeten Jagdfliegerschule 5 nach Schwechat bei Wien versetzt. Im Herbst 1940 wechselte er in das mit Deutschland verbündete Rumänien, um die Rumänische Luftwaffe bei Organisation und Schulung zu unterstützen.
Nur wenige Tage vor dem Deutsch-Sowjetischen Krieg wurde Schleich aus Rumänien abgezogen und am 12. Juni 1941 Kommandierender General der Deutschen Luftwaffe im besetzten Dänemark. Im Januar 1944 übernahm er die Leitung des Luftgau Norwegens, die er bis Oktober desselben Jahres innehatte. Nach Zusammenlegung des Kommandos für fliegende und Bodentruppen wurde er am 10. Oktober für eine Übergangszeit von einem Monat Kommandierender General der Deutschen Luftwaffe in Norwegen. Zwischenzeitlich zum Generalleutnant befördert, wurde Schleich am 15. November 1944 in die inaktive Reserve versetzt.
Bei Kriegsende wurde Schleich am 9. Mai 1945 gefangen genommen. Bis zu seinem Tod befand er sich in einem US-amerikanischen Kriegsgefangenenlager.

## Galerie

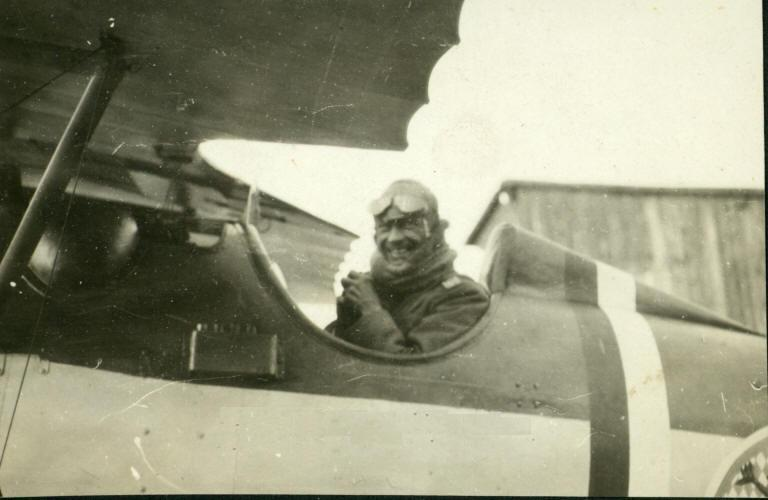
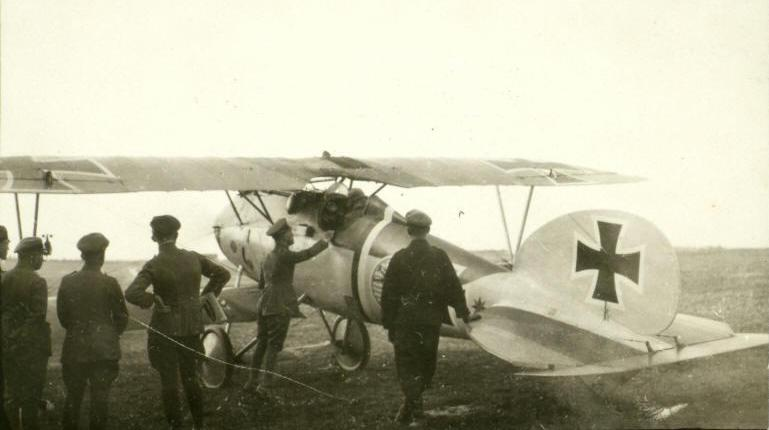